# Fürstlich Liechtensteinischer Sportverband
Der Fürstlich Liechtensteinische Sportverband (FLSV) war der Dachverband aller Liechtensteiner Sportvereine und -verbände.
Er wurde im Jahr 1936 als Landessportverband für das Fürstentum Liechtenstein auf Initiative von Woldemar von Falz-Fein und Josef Hoop gegründet. Geleitet wurde der Landessportverband von dem Obersten Sportkomitee, dessen Aufgaben und Zusammensetzung ab 1942 erstmals umfassend geregelt wurden. Das Oberste Sportkomitee bestand aus dem Vorsitzenden, dem Sekretär und mindestens drei Beisitzern und wurde von einer Delegiertenversammlung für eine dreijährige Amtszeit gewählt.
Ab 1937 wurde jährlich von dem Verband ein Landessporttag durchgeführt. 1939 wurde das Landessportabzeichen geschaffen. Es untergliederte sich in Mitglieds-, Leistungs- und Ehrenabzeichen.
Später als Liechtensteinischer Landessportverband bezeichnet, erfolgte 1983 die Umbenennung in Fürstlich Liechtensteinischer Sportverband. Gleichzeitig wurde das Oberste Sportkomitee nun als Vorstand bezeichnet. Im Jahr 1992 fusionierte der Fürstlich Liechtensteinische Sportverband mit dem Liechtensteinischen Olympischen Komitee und der Stiftung Liechtensteiner Sporthilfe zum Liechtensteinischen Olympischen Sportverband. Dieser wurde 2013 in Liechtenstein Olympic Committee umbenannt.